# Lety (okres Písek)
Lety jsou obec v okrese Písek v Jihočeském kraji. Žije v nich 289 obyvatel.
Na severní hranici katastru obce se nachází rybník Hejný.

## Historie
Podle místopisce dr. Antonína Profouse má ves jméno nejspíše po svém zakladateli, který nosil jméno Léto (ves Létovy rodiny).
První písemná zmínka o vesnici pochází z roku 1366.
Poblíž obce byl v letech 1942–1943 zřízen „Cikánský tábor Lety I“ určený romské rodiny a jednotlivce, z tábora bylo celkem 420 vězňů odvezeno do vyhlazovacího tábora Auschwitz v Osvětimi.

### Existence tvrze
Do roku 1970 nebyly ve starší specializované literatuře o jakékoli fortifikační stavbě včetně tvrze v Letech žádné zmínky. Rovněž v novějším castellologickém titulu o tvrzích, hrádcích a hradech autorů Durdíka, Kašičky a Nechvátala z roku 1995 pod heslem Lety autoři uvádějí, že existence tvrze není přímými prameny doložena. Situace je však odlišná. Již roku 1970 upozornil regionální historik Jan Toman na skutečnost, že ve druhé polovině 16. století byla uskutečněna přestavba tvrze do „přibližně současné podoby obytné části dvora“ a na hospodářských budovách byly v téže době vystavěny renesanční štíty. Kromě toho bylo možné odvodit existenci přímo nepotvrzené tvrze již ve 14. a 15. století podle predikátů doložených písemně.
V roce 1999 upozornil na existenci přímého písemného pramene o tvrzi v Letech strakonický archivář, regionální historik a archeolog Mirovicka Alexandr Debnar. Renesanční orlický hejtman Jindřich Sádlo z Kladrubec se zmiňuje o staré, snad gotické tvrzi „při dvoře“ v Letech, ve své relaci z 18. března 1602 určené majiteli orlického panství Janu Jiřímu ze Švamberka. Rukopisná relace je součástí konvolutu sedmnácti hejtmanových pozoruhodných hlášení z let 1602–1606 o stavu orlického panství. Z dopisu lze vyvodit, že pokud se hejtman Sádlo zmiňuje roku 1602 o staré tvrzi, na níž se utrhla část střechy, mohlo jít o mnohem starší podobu tvrze jako rytířského sídla. Který z více poplužních dvorů v Letech existujících Jindřich Sádlo mínil, dnes není známo. Relace navíc vyznívá dvojznačně. Při troše fantazie a znalosti listinných pramenů o Letech je také možné, že tato stará tvrz stála mimo areál jediného dnešního poplužního dvora, pokud ještě tehdy existoval další poplužní dvůr mimo hranice dnešního areálu, o jehož lokalizaci zatím nejsou žádné zprávy (doklady o prodeji Letů Janem z Kunratic Buškovi a Benešovi Sekerkům ze Sedčic se zmiňují o existenci nejméně dvou poplužních dvorů, u nichž není vyloučeno, že mohly mít každý své panské sídlo).
Na základě stavebně historického průzkumu se architekt František Kašička a archeolog Bořivoj Nechvátal pokusili v roce 1995 ztotožnit tvrz se západním křídlem dnešního tzv. Schwarzenberského dvora čp. 30. Stavebně historickým průzkumem a výsledky sondáží provedených pracovníky Prácheňského muzea v Písku lze datovat tuto (jednopatrovou) stavbu do 14. až 15. století. Její vznik lze předpokládat v průběhu 15. století. Je však sporné, zda měl Jindřich Sádlo ve své relaci z roku 1602 na mysli právě tuto stavbu, když nepochybně vedle honosně ozdobených hospodářských budov dnešního dvora renesančními štíty a dalšími prvky byla jistě i tato budova zmodernizována, naposledy radikálně roku 1582 Janem Jiřím ze Švamberka. Lze apriori pochybovat o možné argumentaci, že pouhých dvacet let po modernizaci, rozsáhlé přestavbě a vyzdobením bohatými architektonickými prvky, se tato budova mohla jevit hejtmanu Sádlovi jako „stará tvrz s poškozenou dřevěnou střechou“. Tato kontroverze a záhada může posloužit mladším badatelům jako základna pro nová bádání po úspěšné lokalizaci dalšího potenciálního panského sídla.

## Obyvatelstvo
| Rok            | 1869 | 1880 | 1890 | 1900 | 1910 | 1921 | 1930 | 1950 | 1961 | 1970 | 1980 | 1991 | 2001 | 2011 | 2021 |
| -------------- | ---- | ---- | ---- | ---- | ---- | ---- | ---- | ---- | ---- | ---- | ---- | ---- | ---- | ---- | ---- |
| Počet obyvatel | 837  | 869  | 824  | 786  | 780  | 759  | 701  | 519  | 453  | 374  | 320  | 297  | 282  | 262  | 283  |
| Počet domů     | 99   | 103  | 104  | 110  | 116  | 122  | 137  | 138  | 125  | 111  | 103  | 120  | 128  | 124  | 137  |

## Obecní správa

### Místní části
Obec Lety se skládá ze tří částí na dvou katastrálních územích.
- Lety (i název k. ú.)
- Pukňov (leží v k. ú. Šerkov)
- Šerkov (i název k. ú.)

V letech 1850–1887 k obci patřily i Myslín, Ohař a Stražiště.

### Obecní symboly
Znak a vlajka byly obci uděleny rozhodnutím předsedkyně Poslanecké sněmovny Parlamentu České republiky dne 13. října 2023.

## Pamětihodnosti
- Čtverhranná zděná boží muka se nachází na okraji obce, jihovýchodním směrem na kopci, který se nazývá Homole.[9]
- Nedaleko od této stavby se nachází kříž, který na svém kamenném podstavci nese dataci 1852.
- Návesní kaple se nachází u komunikace v obci.[10]
- Před návesní kaplí je po levé straně umístěný kříž. Nad sochou Panny Marie je na kulatém štítku tento nápis: POCHVÁLEN BUĎ PÁN JEŽIŠ KRISTUS
- U stejné komunikace, nedaleko od kaple se nalézá pomník padlým v světové válce.
- Za obcí se nachází zdobný drobný kříž na kamenném podstavci.

## Galerie

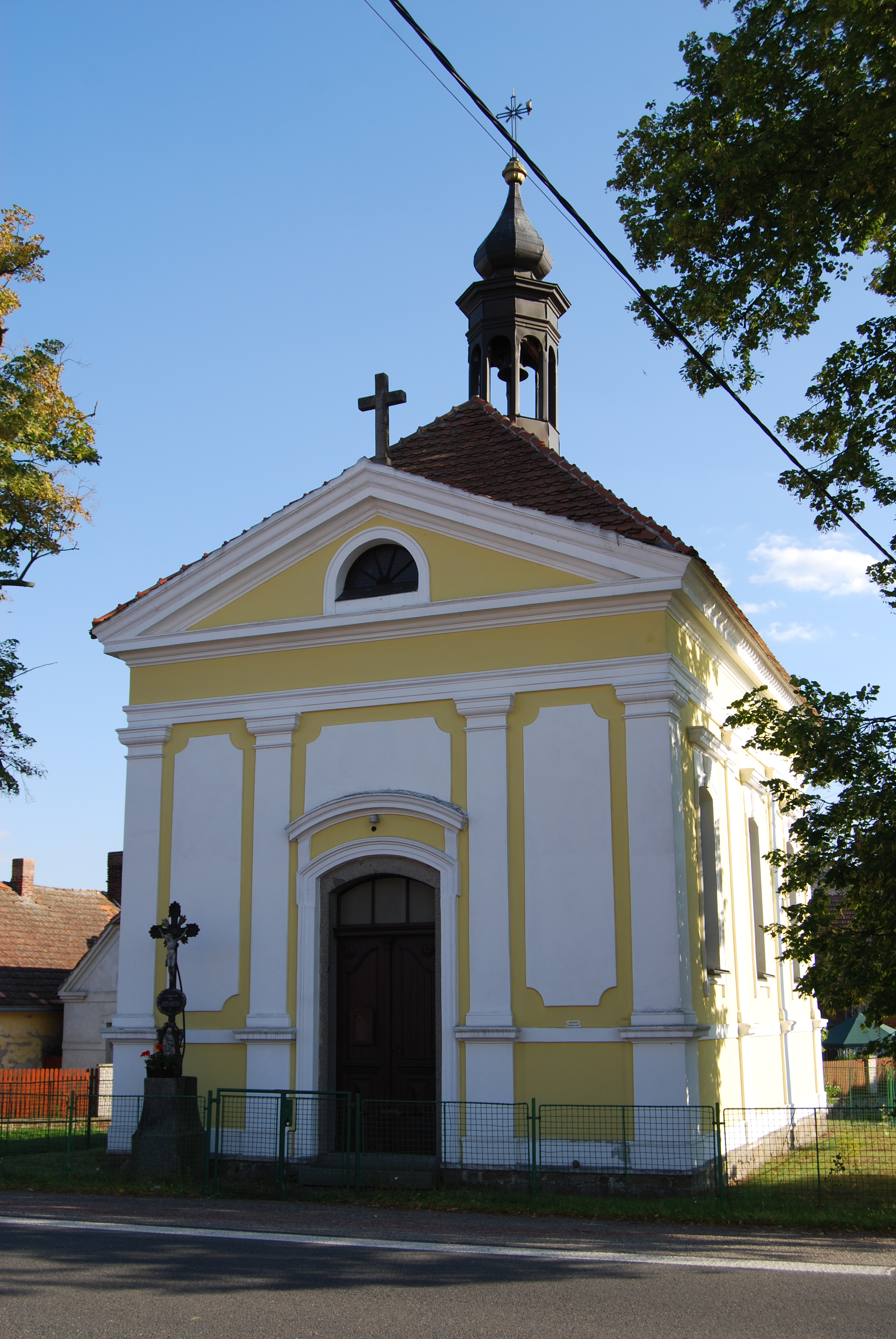
Návesní kaple
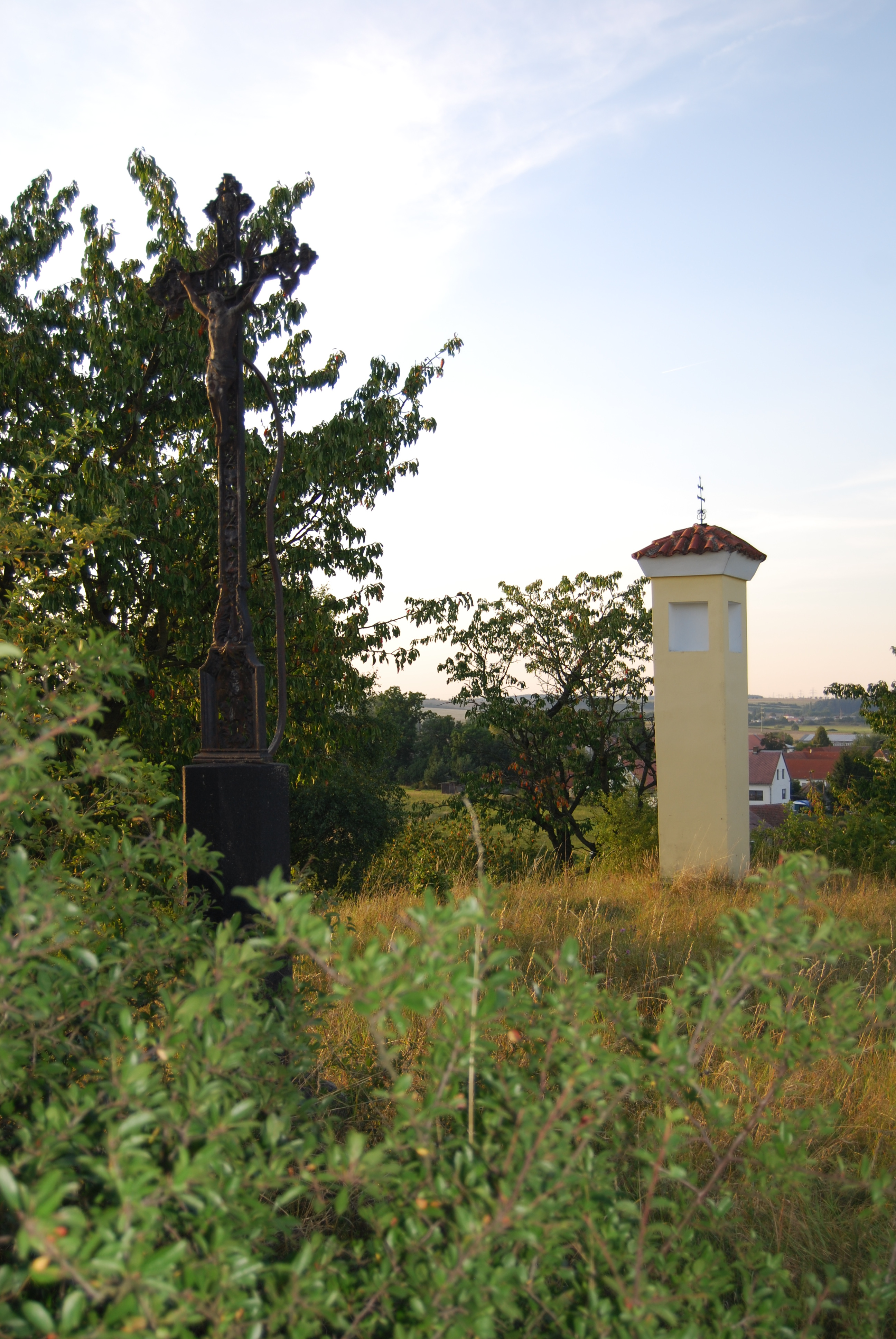
Boží muka
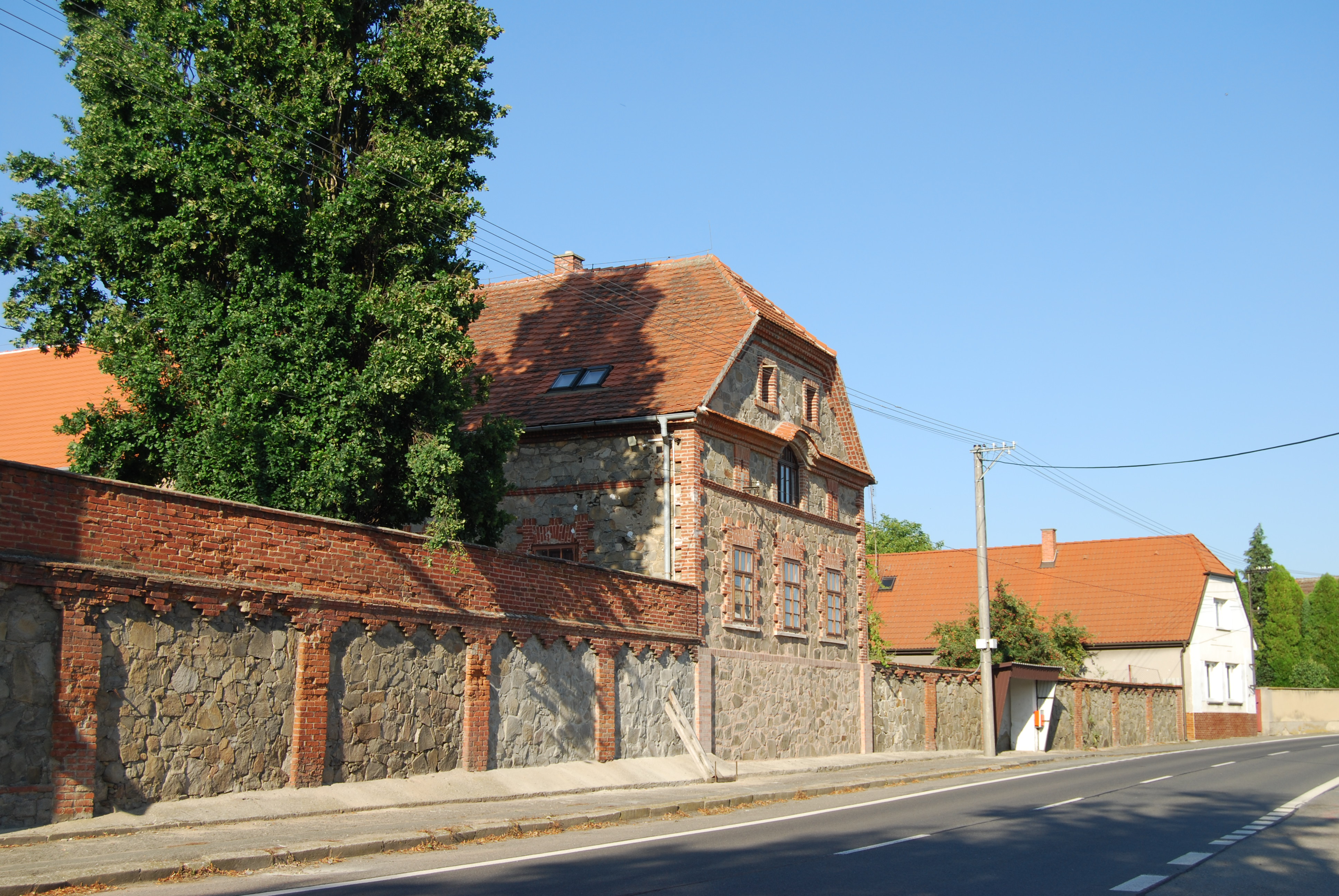
Pohled na část obce
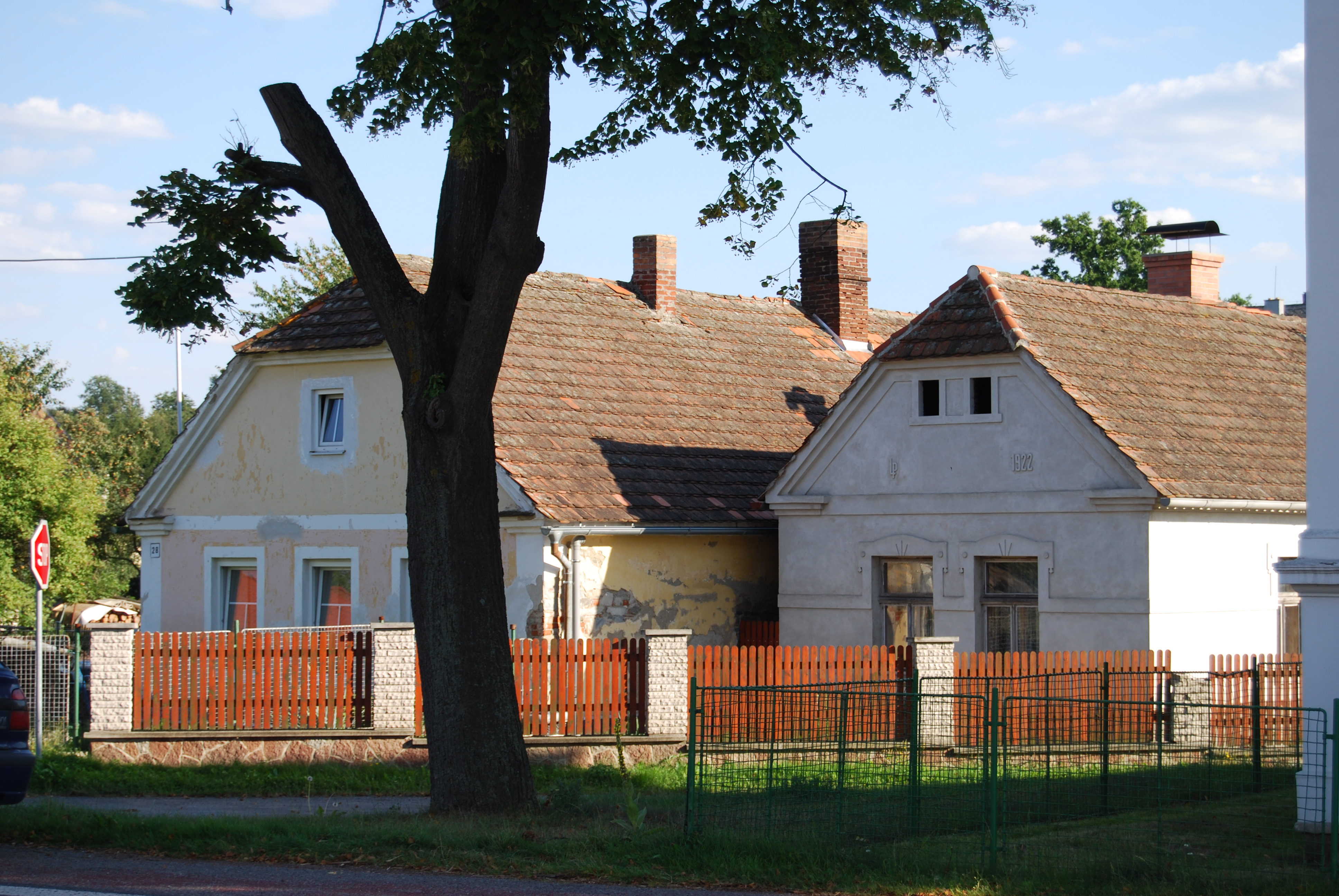
Stavení v obci